# Lowell Thomas jr.
Lowell (Jackson) Thomas Jr. (Londen, 6 oktober 1923 – Anchorage (Alaska), 1 oktober 2016) was een Amerikaans filmregisseur, -producer en politicus.
Thomas Jr. werkte mee aan veel filmprojecten van zijn vader, de beroemde filmregisseur en schrijver Lowell Thomas. Onder andere werden ze vlak voor de invasie van Tibet door het Chinese rode leger (1950-51) door de Tibetaanse autoriteiten gevraagd het land te filmen. De film Out of this World werd een uniek document over Tibet aan het eind van de jaren '40 en daarmee feitelijk gedurende vele eeuwen ervoor.
Aan het begin van de jaren '70 werd hij senator in de staat Alaska en van 1974 tot 1978 vice-gouverneur van Alaska voor de Republikeinen. Na zijn politieke carrière bleef hij actief voor behoud van natuur en wilde dieren in Alaska en als bush pilot.
In 2005 ontving hij de Light of Truth Award voor zijn filmwerk in Tibet in de jaren 40.
- Gemeinsame Normdatei: 1156036690
- International Standard Name Identifier: 0000 0000 8263 5536
- Library of Congress Control Number: n83014035
- Nationale Bibliotheek van Letland: 000060749
- National Archives and Records Administration: 10568266
- Nationale bibliotheek van Australië: 35546713
- Nationale Bibliotheek van Israël: 987007274574305171
- Nederlandse Thesaurus van Auteursnamen: 074149202
- Trove: 991455
- Virtual International Authority File: 72761052
- WorldCat: E39PBJw8TdXq6pJFWphDfGF9Xd